# 2012년 하계 올림픽 요르단 선수단
요르단은 2012년 7월 27일에서 8월 12일까지 영국 런던에서 열린 제30회 하계 올림픽에 참가했다.

## 메달 집계

### 종목별 참가 선수 및 메달 집계
| 종목 | 참가 선수 | 1 | 2 | 3 | 메달 합계 |
| 복싱 | 1*        |   |   |   | 0         |
| 합계 | 9*        | 0 | 0 | 2 | 2         |

## 종목별 성적

### 복싱
| 선수              | 세부 종목    | 32강                       | 16강                         | 8강            | 준결승         | 결승           | 결승      |
| 선수              | 세부 종목    | 상대 선수 결과             | 상대 선수 결과               | 상대 선수 결과 | 상대 선수 결과 | 상대 선수 결과 | 순위      |
| 이하브 알마트불리 | 라이트헤비급 | 루크만 라왈 (NGR) · W 19–7 | 훌리오 크루스 (CUB) · L 8–25 | 진출 실패      | 진출 실패      | 진출 실패      | 진출 실패 |

## 같이 보기
- 올림픽 요르단 선수단